# Eichsfeld
Eichsfeld é um distrito (kreis ou landkreis) da Alemanha localizado no estado da Turíngia.

## Cidades e municípios
| Cidades livres                                               | Municípios livres                             |
| ------------------------------------------------------------ | --------------------------------------------- |
| 1. Dingelstädt 2. Heilbad Heiligenstadt 3. Leinefelde-Worbis | 1. Am Ohmberg 2. Niederorschel 3. Sonnenstein |

| Verwaltungsgemeinschaften | Verwaltungsgemeinschaften | Verwaltungsgemeinschaften |
| --- | --- | --- |
| - 1. Eichsfeld-Wipperaue 1. Breitenworbis1 2. Buhla 3. Gernrode 4. Haynrode 5. Kirchworbis - 2. Ershausen/Geismar 1. Dieterode 2. Geismar 3. Kella 4. Krombach 5. Pfaffschwende 6. Schimberg1 7. Schwobfeld 8. Sickerode 9. Volkerode 10. Wiesenfeld | - 3. Hanstein-Rusteberg 1. Arenshausen 2. Bornhagen 3. Burgwalde 4. Freienhagen 5. Fretterode 6. Gerbershausen 7. Hohengandern1 8. Kirchgandern 9. Lindewerra 10. Marth 11. Rohrberg 12. Rustenfelde 13. Schachtebich 14. Wahlhausen - 4. Leinetal 1. Bodenrode-Westhausen1 2. Geisleden 3. Glasehausen 4. Heuthen 5. Hohes Kreuz 6. Reinholterode 7. Steinbach 8. Wingerode | - 5. Lindenberg/Eichsfeld 1. Berlingerode 2. Brehme 3. Ecklingerode 4. Ferna 5. Tastungen 6. Teistungen1 7. Wehnde - 6. Uder 1. Asbach-Sickenberg 2. Birkenfelde 3. Dietzenrode-Vatterode 4. Eichstruth 5. Lenterode 6. Lutter 7. Mackenrode 8. Röhrig 9. Schönhagen 10. Steinheuterode 11. Thalwenden 12. Uder1 13. Wüstheuterode - 7. Westerwald-Obereichsfeld 1. Büttstedt 2. Effelder 3. Großbartloff 4. Küllstedt1 5. Wachstedt |
| 1sede do Verwaltungsgemeinschaft; 2cidade | | |

A partir de 1 de dezembro de 2010, os municípios de Neustadt, Bischofferode e Großbodungen foram unidos para formar o novo município de Am Ohmberg.